# Phaeostrymon alcestis
Phaeostrymon alcestis is een vlinder uit de familie van de Lycaenidae. De wetenschappelijke naam van de soort werd als Thecla alcestis in 1871 gepubliceerd door William Henry Edwards.

## Ondersoorten
- Phaeostrymon alcestis alcestis
- Phaeostrymon alcestis oslari (Dyar, 1904)
  - = Thecla oslari Dyar, 1904